# WeTransfer
WeTransfer es un servicio de transferencia de archivos informáticos por Internet con sede en los Países Bajos. La compañía fue fundada en Ámsterdam por Rinke Visser, Bas Beerens y Nalden. En octubre de 2018, WeTransfer relanzó su aplicación con el nombre "Collect by WeTransfer". En mayo de 2020, India prohibió la aplicación WeTransfer, citando razones de seguridad.

## Historia

### Desarrollo temprano y lanzamiento
WeTransfer se fundó en 2009 y evolucionó a partir de la frustración de Beerens por no poder compartir archivos grandes fácilmente. WeTransfer tenía que ser "lo suficientemente simple como para que lo usaran tus padres", mencionó. Nalden, quien dirigió el blog Nalden.net, fue contactado por Beerens y agregó la idea de imágenes de fondo a pantalla completa. WeTransfer luego se convirtió en un negocio independiente.

### 2010-2012
En 2012, WeTransfer implementó un rediseño e introdujo su servicio prémium 'Pro', que admite transferencias de archivos más grandes y almacenamiento, una libreta de direcciones y la capacidad de proteger archivos con una contraseña.

### 2013-2015
Autofinanciado desde su lanzamiento en 2009, WeTransfer alcanzó rentabilidad en 2013. En 2014, WeTransfer lanzó creativeclass.tv, una serie de videos en curso. WeTransfer inició sus primeras becas ese año, a través de una asociación de colaboración con Central Saint Martins. Estas becas apoyaron a dos estudiantes de todo el mundo en sus estudios a tiempo completo. 
En 2015, WeTransfer recaudó una ronda de financiación de la Serie A de 25 millones dólares  de Highland Capital Partners Europe y agregó al capitalista de riesgo Troy Carter a su junta directiva.

### 2016–presente
En 2016, WeTransfer anunció la adquisición del estudio de diseño digital Present Plus, establecido en 2010 por Damian Bradfield y el cofundador de WeTransfer Nalden, cuyos clientes incluían a Adidas, MR PORTER, British Airways, Sonos y Christie's . 
En septiembre de 2016, WeTransfer abrió su primera oficina en los Estados Unidos, en Venice Beach, Los Ángeles. A principios de 2017, Gordon Willoughby se convirtió en el director ejecutivo de la compañía, reemplazando a Bas Beerens, quien fue elegido presidente ejecutivo.
En agosto de 2018, WeTransfer adquirió el desarrollador de aplicaciones FiftyThree, cuya cartera incluía la aplicación de dibujo Paper y la aplicación de presentación colaborativa Paste.
En agosto de 2019, la compañía cerró una ronda de financiación secundaria de 35 millones de euros dirigida por HPE Growth.

## Liderazgo
Bas Beerens fundó la plataforma de intercambio de archivos WeTransfer  con Nalden (Ronald Hans) y Rinke Visser en 2009.
Beerens también dirige la consultoría de diseño OY Communications, a partir de la cual se desarrolló WeTransfer, inicialmente como OY Transfer. En 2012, fundó WeMarket, un mercado B2B global para compradores y proveedores en cualquier industria. 

## Tecnología
WeTransfer se basa en la infraestructura y la tecnología de Amazon. Utiliza Amazon S3 para el almacenamiento y para enviar archivos. 

### Servicios
WeTransfer ofrece un servicio gratuito donde los usuarios pueden enviar hasta dos gigabytes de archivos, y una opción de pago, llamada WeTransfer Plus, donde los usuarios pueden enviar hasta 20 gigabytes de archivos. WeTransfer Plus también permite a los usuarios agregar contraseñas a los archivos. 

## Modelo de ingresos
WeTransfer tiene un modelo de doble ingreso; dividido entre publicidad y suscripciones prémium. Con una cuenta gratuita, los usuarios pueden enviar archivos de hasta 2 GB. Con una cuenta prémium se pueden transferir archivos hasta 20 GB, con 1 Terabyte de almacenaje, y contraseñas y opciones de personalización.
WeTransfer muestra anuncios en pantalla completa durante la transferencia.
En julio de 2025, WeTransfer modificó sus condiciones de uso para poder utilizar todos los documentos intercambiados por sus usuarios para, entre otros fines, entrenar modelos de inteligencia artificial. Ante la polémica que se generó, unos días más tarde la empresa dio marcha atrás y rebajó sus exigencias a usar los ficheros para “operar, proporcionarle y mejorar el Servicio”.